# Prince of Persia Classic
Prince of Persia Classic est un jeu vidéo d'action et de plateforme développé par Gameloft et édité par Ubisoft. Il s'agit d'un remake du jeu original Prince of Persia de 1989 qui utilise le style de graphisme introduit dans Prince of Persia : Les Sables du Temps de 2003. Comme dans le jeu original, les joueurs contrôlent un protagoniste sans nom qui doit sauver la princesse emprisonnée par le maléfique grand vizir Jaffar, qui tente de conquérir le monde pendant que son père, le sultan, est absent. Le jeu n'est généralement pas considéré comme canon pour l'ensemble de la série.
Prince of Persia Classic est initialement sorti en juin 2007 sur Xbox 360 via Xbox Live Arcade, suivi de versions pour PlayStation 3 via PlayStation Network, iOS et Android. Il a reçu des critiques généralement positives, avec des éloges pour ses graphismes, ses animations et ses commandes, et des critiques pour sa courte durée de vie et son manque de rejouabilité.

## Système de jeu
Le jeu se joue de la même manière que la version originale de 1989 : le joueur dispose de 60 minutes pour se frayer un chemin à travers une série de donjons et vaincre Jaffar avant que la princesse ne succombe à un sortilège de mort. Les donjons comportent divers pièges mortels et ennemis, et le joueur peut utiliser les compétences de parkour et de combat à l'épée du prince pour surmonter ces menaces. Le remake comporte cependant plusieurs nouveaux éléments, tels que la possibilité de rouler, de faire un saut périlleux arrière, de sauter au mur et d'arrêter brièvement le temps pendant le combat, ainsi que des modes de jeu supplémentaires.

## Accueil
Lors de sa sortie, Prince of Persia Classic a reçu des critiques "généralement favorables" de la part des critiques pour Xbox 360 et iOS, avec des notes globales de 82/100 et 75/100,, et des "critiques mitigées ou moyennes" avec un score global de 73/100 pour PlayStation 3 sur Metacritic. Les critiques ont fait l'éloge des graphismes, des animations, du gameplay, des commandes améliorées et des modes de jeu supplémentaires,, mais ont critiqué le gameplay court et le manque de rejouabilité,.  